# Vincent Guo Xijin
Vincent Guo Xijin, né en 1958, est un prélat catholique chinois. Membre de la branche dite « clandestine » de l'Église de Chine, il est évêque de Mindong depuis juillet 2016. Fidèle au Saint-Siège, il subit perpétuellement la pression des autorités communistes, qui ordonnent régulièrement son emprisonnement ou sa détention en résidence surveillée. 

## Biographie

### Un prêtre «clandestin»
Vincent Guo Xijin est ordonné prêtre en 1984 pour le diocèse de Mindong, qui compte environ 90 000 catholiques, pratiquant très majoritairement dans les structures dites « clandestines » de l'Église chinoise. Fidèle au Saint-Siège, il est particulièrement surveillé par les autorités communistes. Il est emprisonné à plusieurs reprises : d'abord de 1990 à 1992, puis de 1993 à 1994 et de nouveau en 1996. Depuis 2006, il est régulièrement placé en « résidence surveillée » dans des hôtels de la police. 

### Un évêque surveillé
Consacré évêque coadjuteur de Mindong le 28 décembre 2008, il succède à Mgr Vincent Huang Shoucheng à la mort de celui-ci, le 30 juillet 2016. Toutefois, s'il est reconnu comme l'évêque légitime du diocèse par la papauté, il ne l'est pas par les autorités communistes chinoises, qui ont préféré désigner Mgr Zhan Silu, ordonné le 6 janvier 2000 en dehors de la communion avec Rome. En avril 2017, Mgr Guo Xijin est ainsi emmené par la police en même temps que son vicaire général, le père Zhu, et son chancelier, le père Xu. Selon l'agence Ucanews, le Bureau provincial des Affaires religieuses a demandé à ces prêtres d’assister à des « sessions d’études » durant une vingtaine de jours. L'objectif serait d’empêcher l'évêque de présider les célébrations de la Semaine sainte, tout en cherchant à faire pression sur lui pour qu’il s’aligne sur la politique religieuse du gouvernement.
En janvier 2018, à la suite de l'accord provisoire signé entre Rome et Pékin, le Saint-Siège demande à Mgr Guo Xijin de démissionner au profit de Mgr Vincent Zhan Silu — évêque excommunié, membre de l'« Église officielle » et, jusqu'ici, jugé illégitime par la papauté —, pour devenir l'évêque auxiliaire ou coadjuteur de ce dernier. Dès lors, le prélat accepte, afin de ne pas nuire à l'accord suscité, qui pourrait mettre fin à un schisme datant de 1957. Le régime communiste demeure néanmoins insatisfait et, malgré l'accord diplomatique, interdit à Mgr Guo de remplir ses fonctions épiscopales tant qu'il n'aurait pas adhéré pleinement à l'« Église officielle », qui demeure une Église schismatique. Mgr Guo précise alors qu'il « n'envisage pas de faire ce que les fonctionnaires lui demandent ».
Il précise : « Le gouvernement a déjà décidé de persécuter les prêtres qui refusent de signer la demande [d'adhésion à l'Eglise officielle]. Si je ne peux pas les protéger, cela ne vaut pas la peine d'être reconnu comme évêque auxiliaire. Je suis prêt à faire face à la persécution avec d'autres prêtres. »